# Il minotauro (Tammuz)
Il minotauro è un romanzo dello scrittore israeliano Benjamin Tammuz pubblicato in Italia dalla Edizioni e/o nel 1997.

## Trama
Il romanzo narra del folle e improbabile innamoramento di un agente segreto israeliano nei confronti di una giovanissima e bellissima donna inglese. In un giorno qualunque il quarantunenne agente segreto incrocia su un bus di linea londinese una studentessa diciassettenne, ed è immediatamente rapito dalla sua figura corrispondente all'immagine eterea che ha sempre avuto dell'anima gemella. La segue e, scoperto dove vive, inizia un'anonima corrispondenza epistolare dichiarandosi apertamente e regalandole dischi di Mozart. L'agente è sposato con figli, svolge un lavoro pericoloso ed è fortemente attaccato alla patria, ma nessuno di questi sarà il motivo principale per cui non si rivelerà mai alla ragazza. L'amore perfetto vive di sensazioni, emozioni, su di un livello puramente spirituale dove solo le anime si incontrano e non può quindi essere contaminato dal contatto fisico. Questa sua concezione astratta dell'amore lo porterà a isolare la sua amata da possibili altri corteggiatori, anche con metodi drastici.
Diversi sono i temi sviluppati concordemente alla storia d'amore tra i quali spiccano l'emigrazione degli ebrei in Palestina, una cultura trasversale e unificante tra i Paesi dell'area mediterranea e la musica. In particolare quest'ultimo è interessante per la suddivisione che ne fa in tre cerchi concentrici rappresentanti, mentre si avanza verso quello più interno, una conoscenza sempre più intima dell'essenza della musica. Evidente risulta il parallelismo con l'amore vissuto tra i due protagonisti.
Il titolo del romanzo fa riferimento al quadro appeso nella stanza da letto dell'agente segreto in giovane età. Sono rappresentati il minotauro e una fanciulla verso cui tende, ma senza riuscire a raggiungerla.

## Edizioni
1ª edizione ebraica
- Benjamin Tammuz, Minotaur, Hakibbutz Hameuchad, 1980.

1ª edizione italiana
- Benjamin Tammuz, Il minotauro, Edizioni e/o, 1997.